# Dennis Farina
Donaldo Guglielmo Farina (ur. 29 lutego 1944 w Chicago, zm. 22 lipca 2013 w Scottsdale) – amerykański aktor filmowy i telewizyjny, zawodowy policjant.

## Życiorys

### Wczesne lata
Urodził się w Chicago w Illinois jako czwarty syn i najmłodszy z siedmiorga dzieci Yolandy (z domu Donati) i Josepha Fariny. Ojciec Fariny, pochodzący z Villalba na Sycylii, był lekarzem z okolic Chicago. Miał trzy siostry i trzech braci. Służył przez trzy lata w United States Army podczas Ery Wietnamu. Przez osiemnaście lat (1967–1985) był policjantem w Chicago, specjalizującym się we włamaniach. Przez pewien czas pracował też jako prywatny detektyw.

### Kariera aktorska
Początkowo współpracował jako policyjny konsultant z reżyserem Michaelem Mannem, który zaangażował go do niewielkiej roli Carla w filmie kryminalnym Złodziej (1981) u boku Jamesa Caana, Tuesday Weld i Jamesa Belushi. Wkrótce zagrał postać detektywa Dorato w dramacie sensacyjnym Andrew Davisa Kod milczenia (Code of Silence, 1985) z Chuckiem Norrisem, Molly Hagan i Henrym Silvą. Pojawił się też jako Albert Lombard w trzech odcinkach serialu kryminalnym NBC Policjanci z Miami (1984–1989) oraz jako Ed Coley w jednym z odcinków serialu ABC Hardcastle i McCormick (1985) – pt. „Undercover McCormick”. W dreszczowcu Łowca (Manhunter, 1986) zagrał agenta FBI, Jacka Crawforda. W latach 1986–1988 stał się rozpoznawalny dzięki roli porucznika Mike’a Torello w serialu NBC Crime Story, którego producentem był Michael Mann. Specjalizował się w rolach policjantów, jak np. w komedii kryminalnej Martina Bresta Zdążyć przed północą (Midnight Run, 1988) jako Jimmy Serrano z Roberto De Niro.
Jednym z jego najbardziej znanych bohaterów kinowych był gangster Ray „Bones” Barboni w czarnej komedii Barry’ego Sonnenfelda Dorwać małego (Get Shorty, 1995), oparta na powieści Elmore’a Leonarda. Film, w którym zagrali także John Travolta, Gene Hackman, Rene Russo i Danny DeVito, odniósł ogromny sukces komercyjny. W dramacie wojennym Stevena Spielberga Szeregowiec Ryan (Saving Private Ryan, 1998) był obsadzony w roli podpułkownika Andersona. Uznanie zyskał także jako kuzyn Avi w komedii kryminalnej Guya Ritchiego Przekręt (2000).
Powrócił na szklany ekran jako Victor Pellet w sitcomie NBC Nie ma jak u teściów (2002–2003). Sympatię telewidzów zyskał również jako detektyw Joe Fontana w serialu kryminalnym NBC Prawo i porządek (2004–2006) i Prawo i bezprawie (2005). Wystąpił jako Banger w komedii romantycznej Toma Vaughana Co się zdarzyło w Las Vegas (2008) z Cameron Diaz i Ashtonem Kutcherem.
Ostatnią rolą Fariny w filmie był Luigi, starzejący się włoski playboy w wersji filmowej off-broadwayowskiego musicalu Lucky Stiff z udziałem Jasona Alexandra. Film, wydany pośmiertnie w 2014, był poświęcony jego pamięci.
Zmarł 22 lipca 2013 w wieku 69 lat w Scottsdale, w wyniku zatorowości płucnej.

## Życie prywatne
W latach 1970–1980 był żonaty z Patricią. Mają trzech synów: Dennisa Jr., Michaela i Josepha. Miał dwie wnuczki, Briannę i Olivię, i czterech wnuków: Michaela, Tylera, Matthew i Erica. Związał się z Marianne Cahill.

## Filmografia
- 2008: Co się zdarzyło w Las Vegas jako Banger
- 2006: Purple Violets jako Gilmore
- 2005: Empire Falls jako Walt Comeau
- 2004: Paparazzi jako detektyw Burton
- 2003: Teściowie (The In-Laws) jako Victor Pellet
- 2002–2003: Nie ma jak u teściów (In-laws) jako Victor Pellet
- 2002: Kasa albo życie (Stealing Harvard) jako pan Warner
- 2002: Wielkie kłopoty (Big Trouble) jako Henry Algott
- 2001: Sidewalks of New York jako Carpo
- 2000: Instynktowna decyzja (Preston Tylk) jako Dick Muller
- 2000: Uwikłany (Reindeer Games) jako Jack Bangs
- 2000: Przekręt (Snatch) jako Avi
- 1999: Ekipa wyrzutków (The Mod Squad) jako kapitan Adam Greer
- 1998: Co z oczu, to z serca (Out of Sight) jako szeryf Sisco
- 1998: Szeregowiec Ryan (Saving Private Ryan) jako podpułkownik Anderson
- 1998: Buddy Faro jako Buddy Faro
- 1997: Kobiety mafii (Bella Mafia) jako don Roberto Luciano
- 1997: Ta podstępna miłość (That Old Feeling) jako Dan De Mora
- 1996: Eddie jako Coach Bailey
- 1995: Bonanza: Under Attack jako Charley Siringo
- 1995: Dorwać małego (Get Shorty) jako Ray „Bones” Barboni
- 1995: Przypadek Annie Carver (Out of Annie's Past) jako Charlie
- 1994: Wielka mała liga (Little Big League) jako George O’Farrell
- 1994: The Corpse Had a Familiar Face jako detektyw Harry Lindstrom
- 1994: Niezwykła odwaga (One Woman's Courage) jako Craig McKenna
- 1993: Zniknięcie Nory (The Disappearance of Nora) jako Denton
- 1993: Nowa zasadzka (Another Stakeout) jako Brian O’Hara
- 1993: Pole rażenia (Striking Distance) jako Nick Detillo
- 1992: Drug Wars: The Cocaine Cartel jako Mike Cerone
- 1992: Cruel Doubt jako Tom Brereton
- 1991: Czcigodni mordercy (Men of Respect) jako Bankie Como
- 1990: Ślepa wiara (Blind Faith) jako prokurator Kelly
- 1990: Prawo i porządek (Law & Order) jako detektyw Joe Fontana (2004-)
- 1990: People Like Us jako Elias Renthall
- 1988: Zdążyć przed północą (Midnight Run) jako Jimmy Serrano
- 1987: Six Against the Rock jako Robert Stroud
- 1986: Łowca (Manhunter) jako Jack Crawford
- 1986: Triplecross jako Ernie
- 1986–1988: Crime Story jako porucznik Michael 'Mike' Torello
- 1985: Kod milczenia (Code of Silence) jako Dorato
- 1985: Final Jeopardy jako policjant nr 2
- 1981: Złodziej (Thief) jako Carl